# 인디고페라 틴토리아
인디고페라 틴토리아, 혹은 트루 인디고로 불리는 이 식물 종은 인디고 염료에 사용되는 콩과 종류이다. 이것은 주로 열대 지방, 온대기후의 아시아, 그리고 아프리카등에 서식했지만, 전세계 많은 나라들이 경작을 시작하면서 본서식지가 어디인지 불분명해졌다. 오늘날 많은 염료들이 합성 염료이지만, 자연 염료 (즉 틴토리아)는 아직도 시장에서 자연 색깔로 팔린다. 

## 참고 문헌
- Feeser, Andrea. Red, White, and Black Make Blue: Indigo in the Fabric of Colonial South Carolina Life (University of Georgia Press; 2013) 140 pages; scholarly study explains how the plant's popularity as a dye bound together local and transatlantic communities, slave and free, in the 18th century.